# Beteme
Beteme  (ou Betime, Betimbe, Batime, Bitime) est une localité du Cameroun située dans le département du Manyu et la Région du Sud-Ouest, à proximité de la frontière avec le Nigeria. Elle fait partie de la commune d'Akwaya et du canton de Boki.

## Population
La localité comptait 53 habitants en 1953, des Boki du clan Ebambu.
Lors du recensement de 2005, on y a dénombré 1 601 personnes.